# Clasificación para el Campeonato de Naciones de la Concacaf de 1977
La Clasificación para el Campeonato de Naciones de la Concacaf de 1977 fue el torneo que determinó a los clasificados a la Campeonato de Naciones de la Concacaf de 1977 a realizarse en México, que también sirvió como clasificación para la Copa Mundial de 1978.

## Zona de Norteamérica
Norteamérica estaba representada por las selecciones de Estados Unidos, México y Canadá. Los dos equipos con más puntos clasificaban a la siguiente ronda.
| Equipo         | Pts. | PJ | PG | PE | PP | GF | GC | Dif |
| -------------- | ---- | -- | -- | -- | -- | -- | -- | --- |
| México         | 4    | 4  | 1  | 2  | 1  | 3  | 1  | 2   |
| Estados Unidos | 4    | 4  | 1  | 2  | 1  | 3  | 4  | -1  |
| Canadá         | 4    | 4  | 1  | 2  | 1  | 2  | 3  | -1  |

| 24 de septiembre de 1976 | Canadá      | 1:1 (0:1) | Estados Unidos | Empire Stadium, Vancouver                                          |                                                                    |
|                          | Bolitho 77' |           | Bandov 8'      | Asistencia: 15 543 espectadores Árbitro(s): Marco Antonio Dorantes | Asistencia: 15 543 espectadores Árbitro(s): Marco Antonio Dorantes |

| 3 de octubre de 1976 | Estados Unidos | 0:0 | México | Memorial Coliseum, Los Ángeles                           |  |
|                      |                |     |        | Asistencia: 31 171 espectadores Árbitro(s): Dante Maglio |  |

| 10 de octubre de 1976 | Canadá      | 1:0 (1:0) | México | Empire Stadium, Vancouver                                    |                                                              |
|                       | Parsons 32' |           |        | Asistencia: 17 939 espectadores Árbitro(s): Toros Kibritjian | Asistencia: 17 939 espectadores Árbitro(s): Toros Kibritjian |

| 15 de octubre de 1976 | México                                      | 3:0 (2:0) | Estados Unidos | Estadio Cuauhtémoc, Puebla de Zaragoza                       |                                                              |
|                       | Solís 28' · Álvarez 40' · Dávila 83' (pen.) |           |                | Asistencia: 35 000 espectadores Árbitro(s): Werner Winsemann | Asistencia: 35 000 espectadores Árbitro(s): Werner Winsemann |

| 20 de octubre de 1976 | Estados Unidos     | 2:0 (0:0) | Canadá | Kingdome, Seattle                                               |                                                                 |
|                       | Rys 55' · Veee 81' |           |        | Asistencia: 17 675 espectadores Árbitro(s): Mario Rubio Vázquez | Asistencia: 17 675 espectadores Árbitro(s): Mario Rubio Vázquez |

| 27 de octubre de 1976 | México | 0:0 | Canadá | Estadio Toluca 70, Toluca de Lerdo                         |  |
|                       |        |     |        | Asistencia: 26 719 espectadores Árbitro(s): Henry Landauer |  |

- Debido al empate de puntos y diferencia de goles entre Canadá y Estados Unidos, se hizo un partido de desempate para determinar al clasificado a la ronda final.

| 22 de diciembre de 1976 | Canadá                                  | 3:0 (1:0) | Estados Unidos | Estadio Sylvio Cator, Puerto Príncipe                           |                                                                 |
|                         | Budd 21' · Lenarduzzi 80' · Bolitho 87' |           |                | Asistencia: 32 869 espectadores Árbitro(s): Guillermo Velásquez | Asistencia: 32 869 espectadores Árbitro(s): Guillermo Velásquez |

Clasificaron a la ronda final:
- México
- Canadá

## Zona de Centroamérica
En Centroamérica participaban las selecciones de Guatemala, El Salvador, Costa Rica y Panamá. Clasificaban las 2 selecciones con mejor puntaje.
| Equipo      | Pts. | PJ | PG | PE | PP | GF | GC | Dif |
| ----------- | ---- | -- | -- | -- | -- | -- | -- | --- |
| Guatemala   | 8    | 6  | 3  | 2  | 1  | 15 | 6  | 9   |
| El Salvador | 7    | 6  | 2  | 3  | 1  | 10 | 7  | 3   |
| Costa Rica  | 6    | 6  | 1  | 4  | 1  | 8  | 6  | 2   |
| Panamá      | 3    | 6  | 1  | 1  | 4  | 7  | 21 | -14 |

| 4 de abril de 1976 | Panamá                              | 3:2 (0:1) | Costa Rica                  | Estadio Revolución, Ciudad de Panamá                       |                                                            |
|                    | Tapia 48' · Ponce 50' · Sánchez 75' |           | Jiménez 34' · Barrantes 85' | Asistencia: 3 477 espectadores Árbitro(s): Carlos Cedillos | Asistencia: 3 477 espectadores Árbitro(s): Carlos Cedillos |

| 2 de mayo de 1976 | Panamá             | 1:1 (0:1) | El Salvador | Estadio Revolución, Ciudad de Panamá                          |                                                               |
|                   | Vázquez 50' (pen.) |           | Zapata 16'  | Asistencia: 7 345 espectadores Árbitro(s): Luis Alberto Rojas | Asistencia: 7 345 espectadores Árbitro(s): Luis Alberto Rojas |

| 11 de julio de 1976 | Costa Rica                      | 3:0 (3:0) | Panamá | Estadio Ricardo Saprissa, San José                        |                                                           |
|                     | Alvarado 11', 22' · Jiménez 44' |           |        | Asistencia: 20 336 espectadores Árbitro(s): Valentín Gazo | Asistencia: 20 336 espectadores Árbitro(s): Valentín Gazo |

| 1 de agosto de 1976 | El Salvador                      | 4:1 (2:0) | Panamá        | Estadio Cuscatlán, San Salvador                                 |                                                                 |
|                     | Zapata 7', 14', 78' · Aquino 69' |           | Hernández 88' | Asistencia: 36 440 espectadores Árbitro(s): Mario Rubio Vázquez | Asistencia: 36 440 espectadores Árbitro(s): Mario Rubio Vázquez |

| 17 de septiembre de 1976 | Panamá                           | 2:4 (2:0) | Guatemala                                     | Estadio Revolución, Ciudad de Panamá                              |                                                                   |
|                          | Wellman 9' (a.g.) · Montilla 25' |           | Pennant 51' · Sánchez 56', 63' · Anderson 88' | Asistencia: 10 167 espectadores Árbitro(s): Carlos Manuel Álvarez | Asistencia: 10 167 espectadores Árbitro(s): Carlos Manuel Álvarez |

| 26 de septiembre de 1976 | Guatemala                                                              | 7:0 (3:0) | Panamá | Estadio Mateo Flores, Ciudad de Guatemala                      |                                                                |
|                          | Sánchez 14', 68' · Pennant 17', 40' · McDonald 53', 62' · Sandoval 70' |           |        | Asistencia: 20 021 espectadores Árbitro(s): Desiderio Avendaño | Asistencia: 20 021 espectadores Árbitro(s): Desiderio Avendaño |

| 1 de diciembre de 1976 | El Salvador | 1:1 (1:0) | Costa Rica  | Estadio Cuscatlán, San Salvador                           |                                                           |
|                        | Cabrera 27' |           | Jiménez 78' | Asistencia: 40 868 espectadores Árbitro(s): Rómulo Méndez | Asistencia: 40 868 espectadores Árbitro(s): Rómulo Méndez |

| 5 de diciembre de 1976 | Costa Rica | 0:0 | Guatemala | Estadio Nacional, San José                                             |  |
|                        |            |     |           | Asistencia: 19 956 espectadores Árbitro(s): Alfonso González Archundia |  |

| 8 de diciembre de 1976 | Guatemala                                 | 3:1 (2:1) | El Salvador         | Estadio Mateo Flores, Ciudad de Guatemala                               |                                                                         |
|                        | McNish 19' · Monterroso 30' · Sánchez 80' |           | Valencia 14' (pen.) | Asistencia: 30 535 espectadores Árbitro(s): Luis Paulino Siles Calderón | Asistencia: 30 535 espectadores Árbitro(s): Luis Paulino Siles Calderón |

| 12 de diciembre de 1976 | Guatemala    | 1:1 (0:0) | Costa Rica | Estadio Mateo Flores, Ciudad de Guatemala                            |                                                                      |
|                         | Sandoval 77' |           | Fisher 89' | Asistencia: 24 363 espectadores Árbitro(s): José Manuel Andino Pinel | Asistencia: 24 363 espectadores Árbitro(s): José Manuel Andino Pinel |

| 15 de diciembre de 1976 | Costa Rica | 1:1 (1:0) | El Salvador | Estadio Nacional, San José                                       |                                                                  |
|                         | Masís 40'  |           | Zapata 75'  | Asistencia: 16 310 espectadores Árbitro(s): Juan Ramón Mollinedo | Asistencia: 16 310 espectadores Árbitro(s): Juan Ramón Mollinedo |

| 19 de diciembre de 1976 | El Salvador                      | 2:0 (2:0) | Guatemala | Estadio Cuscatlán, San Salvador                            |                                                            |
|                         | Cabrera 1' · Valencia 12' (pen.) |           |           | Asistencia: 61 440 espectadores Árbitro(s): Javier Galindo | Asistencia: 61 440 espectadores Árbitro(s): Javier Galindo |

Clasificaron a la ronda final:
- Guatemala
- El Salvador

## Zona del Caribe
En la zona caribeña, participaron los equipos de República Dominicana, Haití, Cuba, Surinam, Guyana, Trinidad y Tobago, Barbados, Jamaica y Antillas Neerlandesas. Se disputaron tres fases: la fase preliminar, la primera ronda y la segunda ronda.

### Zona A
|  | Primera ronda                   | Primera ronda                   | Primera ronda                   |   |      | Segunda ronda                             | Segunda ronda                             | Segunda ronda                             | Segunda ronda                             |  |
|  | Del 30 de julio al 29 de agosto | Del 30 de julio al 29 de agosto | Del 30 de julio al 29 de agosto |   |      | Del 28 de noviembre, 11 y 29 de diciembre | Del 28 de noviembre, 11 y 29 de diciembre | Del 28 de noviembre, 11 y 29 de diciembre | Del 28 de noviembre, 11 y 29 de diciembre |  |
|  |                                 |                                 |                                 |   |      |                                           |                                           |                                           |                                           |  |
|  |                                 |                                 |                                 |   |      |                                           |                                           |                                           |                                           |  |
|  | Antillas Neerlandesas           | 1                               | 0                               |   |      |                                           |                                           |                                           |                                           |  |
|  | Antillas Neerlandesas           | 1                               | 0                               |   |      |                                           |                                           |                                           |                                           |  |
|  | Haití                           | 2                               | 7                               |   |      |                                           |                                           |                                           |                                           |  |
|  | Haití                           | 2                               | 7                               |   | Cuba | 1                                         | 1                                         | 0                                         |                                           |  |
|  |                                 |                                 |                                 |   | Cuba | 1                                         | 1                                         | 0                                         |                                           |  |
|  |                                 |                                 | Haití                           | 1 | 1    | 2                                         |                                           |                                           |                                           |  |
|  | Jamaica                         | 1                               | Haití                           | 1 | 1    | 2                                         | 0                                         |                                           |                                           |  |
|  | Jamaica                         | 1                               |                                 |   |      |                                           | 0                                         |                                           |                                           |  |
|  | Cuba                            | 3                               | 2                               |   |      |                                           |                                           |                                           |                                           |  |
|  | Cuba                            | 3                               | 2                               |   |      |                                           |                                           |                                           |                                           |  |
|  |                                 |                                 |                                 |   |      |                                           |                                           |                                           |                                           |  |

#### Ronda preliminar
| 2 de abril de 1976 | República Dominicana | 0:3 (0:3) | Haití                                   | Estadio Juan Pablo Duarte, Santo Domingo                   |                                                            |
|                    |                      |           | Auguste 2' · Bayonne 29' · Baptiste 32' | Asistencia: 14 684 espectadores Árbitro(s): Michael Wuertz | Asistencia: 14 684 espectadores Árbitro(s): Michael Wuertz |

| 17 de abril de 1976 | Haití                           | 3:0 (2:0) (Global 6:0) | República Dominicana | Estadio Sylvio Cator, Puerto Príncipe                      |                                                            |
|                     | Bayonne 32', 63' · Domingue 44' |                        |                      | Asistencia: 19 478 espectadores Árbitro(s): Luis Villarejo | Asistencia: 19 478 espectadores Árbitro(s): Luis Villarejo |

#### Primera ronda
| 30 de julio de 1976 | Antillas Neerlandesas | 1:2 (0:2) | Haití          | Estadio Guillermina, Oranjestad                            |                                                            |
|                     | Ruiz 84'              |           | Sanon 27', 39' | Asistencia: 5 332 espectadores Árbitro(s): Kenneth Chaplin | Asistencia: 5 332 espectadores Árbitro(s): Kenneth Chaplin |

| 14 de agosto de 1976 | Haití                                                                         | 7:0 (4:0) (Global 9:1) | Antillas Neerlandesas | Estadio Sylvio Cator, Puerto Príncipe                          |                                                                |
|                      | Domingue 5', 41' · Sanon 27', 79' · Labissiere 30' · Brevil 50' · Bayonne 56' |                        |                       | Asistencia: 10 646 espectadores Árbitro(s): José Montane Bosch | Asistencia: 10 646 espectadores Árbitro(s): José Montane Bosch |

| 15 de agosto de 1976 | Jamaica   | 1:3 (0:1) | Cuba                                | Independence Park, Kingston                                            |                                                                        |
|                      | Brown 65' |           | Rivero 29' · Lara 50' · Fariñas 75' | Asistencia: 13 000 espectadores Árbitro(s): José Lizandro de la Puente | Asistencia: 13 000 espectadores Árbitro(s): José Lizandro de la Puente |

| 29 de agosto de 1976 | Cuba                    | 2:0 (1:0) (Global 5:1) | Jamaica | Estadio Pedro Marrero, La Habana                           |                                                            |
|                      | Fariñas 42' · Pérez 77' |                        |         | Asistencia: 30 000 espectadores Árbitro(s): Pastor Basilio | Asistencia: 30 000 espectadores Árbitro(s): Pastor Basilio |

#### Segunda ronda
| 28 de noviembre de 1976 | Cuba     | 1:1 (1:0) | Haití     | Estadio Latinoamericano, La Habana                       |                                                          |
|                         | Núñez 1' |           | Sanon 54' | Asistencia: 25 593 espectadores Árbitro(s): Karl Stewart | Asistencia: 25 593 espectadores Árbitro(s): Karl Stewart |

| 11 de diciembre de 1976                                                                           | Haití     | 1:1 (0:0) (Global 2:2) | Cuba       | Estadio Sylvio Cator, Puerto Príncipe                          |                                                                |
|                                                                                                   | Sanon 81' |                        | Roldán 79' | Asistencia: 20 000 espectadores Árbitro(s): José Montane Bosch | Asistencia: 20 000 espectadores Árbitro(s): José Montane Bosch |
| Debido al empate global de goles, se hizo un partido de desempate para determinar al clasificado. |           |                        |            |                                                                |                                                                |

| 29 de diciembre de 1976 | Haití                           | 2:0 (0:0) | Cuba | Estadio Revolución, Ciudad de Panamá                               |                                                                    |
|                         | Domingue 63' · Désir 83' (pen.) |           |      | Asistencia: 27 812 espectadores Árbitro(s): Marco Antonio Dorantes | Asistencia: 27 812 espectadores Árbitro(s): Marco Antonio Dorantes |

### Zona B
|  | Primera ronda                  | Primera ronda                  | Primera ronda                  | Primera ronda                  |   |                | Segunda ronda                         | Segunda ronda                         | Segunda ronda                         | Segunda ronda                         |  |
|  | 4 de julio al 14 de septiembre | 4 de julio al 14 de septiembre | 4 de julio al 14 de septiembre | 4 de julio al 14 de septiembre |   |                | 14 de noviembre, 28 y 18 de diciembre | 14 de noviembre, 28 y 18 de diciembre | 14 de noviembre, 28 y 18 de diciembre | 14 de noviembre, 28 y 18 de diciembre |  |
|  |                                |                                |                                |                                |   |                |                                       |                                       |                                       |                                       |  |
|  |                                |                                |                                |                                |   |                |                                       |                                       |                                       |                                       |  |
|  | Guyana                         | 2                              | 0                              | –                              |   |                |                                       |                                       |                                       |                                       |  |
|  | Guyana                         | 2                              | 0                              | –                              |   |                |                                       |                                       |                                       |                                       |  |
|  | Surinam                        | 0                              | 3                              | –                              |   |                |                                       |                                       |                                       |                                       |  |
|  | Surinam                        | 0                              | 3                              | –                              |   | Surinam (pró.) | 1                                     | 2                                     | 3                                     |                                       |  |
|  |                                |                                |                                |                                |   | Surinam (pró.) | 1                                     | 2                                     | 3                                     |                                       |  |
|  |                                |                                | Trinidad y Tobago              | 1                              | 2 | 2              |                                       |                                       |                                       |                                       |  |
|  | Barbados                       | 2                              | Trinidad y Tobago              | 1                              | 2 | 2              | 0                                     | 1                                     |                                       |                                       |  |
|  | Barbados                       | 2                              |                                |                                |   |                | 0                                     | 1                                     |                                       |                                       |  |
|  | Trinidad y Tobago              | 1                              | 1                              | 3                              |   |                |                                       |                                       |                                       |                                       |  |
|  | Trinidad y Tobago              | 1                              | 1                              | 3                              |   |                |                                       |                                       |                                       |                                       |  |
|  |                                |                                |                                |                                |   |                |                                       |                                       |                                       |                                       |  |

#### Primera ronda
| 4 de julio de 1976 | Guyana               | 2:0 (1:0) | Surinam | Bourda, Georgetown                                     |                                                        |
|                    | Butts 9' · Niles 72' |           |         | Asistencia: 12 000 espectadores Árbitro(s): Felix Gray | Asistencia: 12 000 espectadores Árbitro(s): Felix Gray |

| 29 de agosto de 1976 | Surinam                        | 3:0 (2:0) (Global 3:2) | Guyana | Estadio Nacional, Paramaribo                                |                                                             |
|                      | Playfaire 4' · George 35', 53' |                        |        | Asistencia: 13 598 espectadores Árbitro(s): Rudolph Wooding | Asistencia: 13 598 espectadores Árbitro(s): Rudolph Wooding |

| 15 de agosto de 1976 | Barbados               | 2:1 (0:0) | Trinidad y Tobago | Estadio Nacional, Bridgetown                                 |                                                              |
|                      | Clarke 47', 54' (pen.) |           | David 83'         | Asistencia: 5 000 espectadores Árbitro(s): Josephius Steeman | Asistencia: 5 000 espectadores Árbitro(s): Josephius Steeman |

| 31 de agosto de 1976                                                                              | Trinidad y Tobago | 1:0 (1:0) (Global 2:2) | Barbados | Queen's Park Oval, Puerto España                               |                                                                |
|                                                                                                   | Douglas 36'       |                        |          | Asistencia: 15 978 espectadores Árbitro(s): Theodorus Koetsier | Asistencia: 15 978 espectadores Árbitro(s): Theodorus Koetsier |
| Debido al empate global de goles, se hizo un partido de desempate para determinar al clasificado. |                   |                        |          |                                                                |                                                                |

| 14 de septiembre de 1976 | Barbados   | 1:3 (1:1) | Trinidad y Tobago                              | Estadio Nacional, Bridgetown                              |                                                           |
|                          | Clarke 26' |           | Llewellyn 3' · Carpete 74' · Clarke 85' (a.g.) | Asistencia: 4 188 espectadores Árbitro(s): Ramón Calderón | Asistencia: 4 188 espectadores Árbitro(s): Ramón Calderón |

#### Segunda ronda
| 14 de noviembre de 1976 | Surinam   | 1:1 (1:1) | Trinidad y Tobago | Estadio Nacional, Paramaribo                              |                                                           |
|                         | George 2' |           | David 9'          | Asistencia: 12 656 espectadores Árbitro(s): John Chandler | Asistencia: 12 656 espectadores Árbitro(s): John Chandler |

| 28 de noviembre de 1976                                                                           | Trinidad y Tobago                 | 2:2 (1:1) (Global 3:3) | Surinam                   | Queen's Park Oval, Puerto España                              |                                                               |
|                                                                                                   | Figaro 29' (pen.) · Llewellyn 64' |                        | Olmberg 44' · Entingh 83' | Asistencia: 23 000 espectadores Árbitro(s): Vicente Llobregat | Asistencia: 23 000 espectadores Árbitro(s): Vicente Llobregat |
| Debido al empate global de goles, se hizo un partido de desempate para determinar al clasificado. |                                   |                        |                           |                                                               |                                                               |

| 18 de diciembre de 1976 | Surinam                               | 3:2 (0:1) (1:0 t. s.) | Trinidad y Tobago | Estadio de Baduel, Cayena                                     |                                                               |
|                         | George 60', 80' · Olmberg 107' (pen.) |                       | David 19', 70'    | Asistencia: 23 331 espectadores Árbitro(s): Vicente Llobregat | Asistencia: 23 331 espectadores Árbitro(s): Vicente Llobregat |

Clasificaron a la ronda final:
- Haití
- Surinam

## Calificados para elCampeonato Concacaf de 1977
| Bandera de Haití | Bandera de México | Bandera de Guatemala | Bandera de El Salvador | Bandera de Surinam | Bandera de Canadá |
| Haití            | México            | Guatemala            | El Salvador            | Surinam            | Canadá            |